# 分枝亚菊
分枝亚菊（学名：Ajania ramosa）为菊科亚菊属的植物，是中国的特有植物。分布于中国大陆的四川、西藏等地，生长于海拔3,200米的地区，见于山坡及河谷阶地，目前尚未由人工引种栽培。